# ماتيا مينيسو
ماتيا مينيسو (بالإيطالية: Mattia Minesso) (30 مارس 1990 في إيطاليا - ) هو لاعب كرة قدم إيطالي في مركز الهجوم. لعب مع كييفو فيرونا ونادي سيتاديلا ونادي فيتشينزا ونادي سودتيرول وFidelis Andria 2018 ‏.

## وصلات خارجية
- ماتيا مينيسو على موقع قاعدة بيانات كرة القدم.إي يو (الإنجليزية)
- ماتيا مينيسو على موقع Soccerway.com (الإنجليزية)
- ماتيا مينيسو على موقع عالم كرة القدم.نت (الإنجليزية)